# Landesregierung Buresch I
Die Landesregierung Buresch I bildete die Niederösterreichische Landesregierung während der I. Gesetzgebungsperiode des Niederösterreichischen Landtags von der Wahl von Landeshauptmann Karl Buresch am 9. Juni 1922 bis zum Ende der Periode am 20. Mai 1927. Die Wahl war notwendig geworden, nachdem der bisherige Landeshauptmann Johann Mayer per 9. Juni 1922 sein Amt niedergelegt hatte und damit die Landesregierung Mayer II endete. Der Landesregierung Buresch I folgte die Landesregierung Buresch II nach. Zur einzigen Änderung während der Regierungsperiode kam es am 30. Jänner 1925, als Josef Zwetzbacher sein Amt zurücklegte. Für ihn rückte Josef Reither als Landeshauptmann-Stellvertreter nach.

## Regierungsmitglieder
| Amt                                                     | Name              | Partei | Ressorts |
| ------------------------------------------------------- | ----------------- | ------ | -------- |
| Landeshauptmann                                         | Karl Buresch      | CS     |          |
| Landeshauptmann-Stellvertreter                          | Franz Christoph   | SDAP   |          |
| Landeshauptmann-Stellvertreter ab 17. Februar 1925      | Josef Reither     | CS     |          |
| Landesrat                                               | Oskar Helmer      | SDAP   |          |
| Landesrat                                               | Anton Jax         | CS     |          |
| Landesrat                                               | Josef Palme       | SDAP   |          |
| Landesrat                                               | Rudolf Beirer     | CS     |          |
| Vorzeitig ausgeschiedene Mitglieder der Landesregierung |                   |        |          |
| Landeshauptmann-Stellvertreter bis 30. Jänner 1925      | Josef Zwetzbacher | CS     |          |